# クラークスバーグ (ウェストバージニア州)
クラークスバーグ（英: Clarksburg）は、アメリカ合衆国ウェストバージニア州の都市。ハリソン郡の郡庁所在地である。人口は1万6061人（2020年）。クラークスバーグ都市圏の中核である。クラークスバーグは全米都市同盟から2011年全国的小都市に指名された。

## 歴史

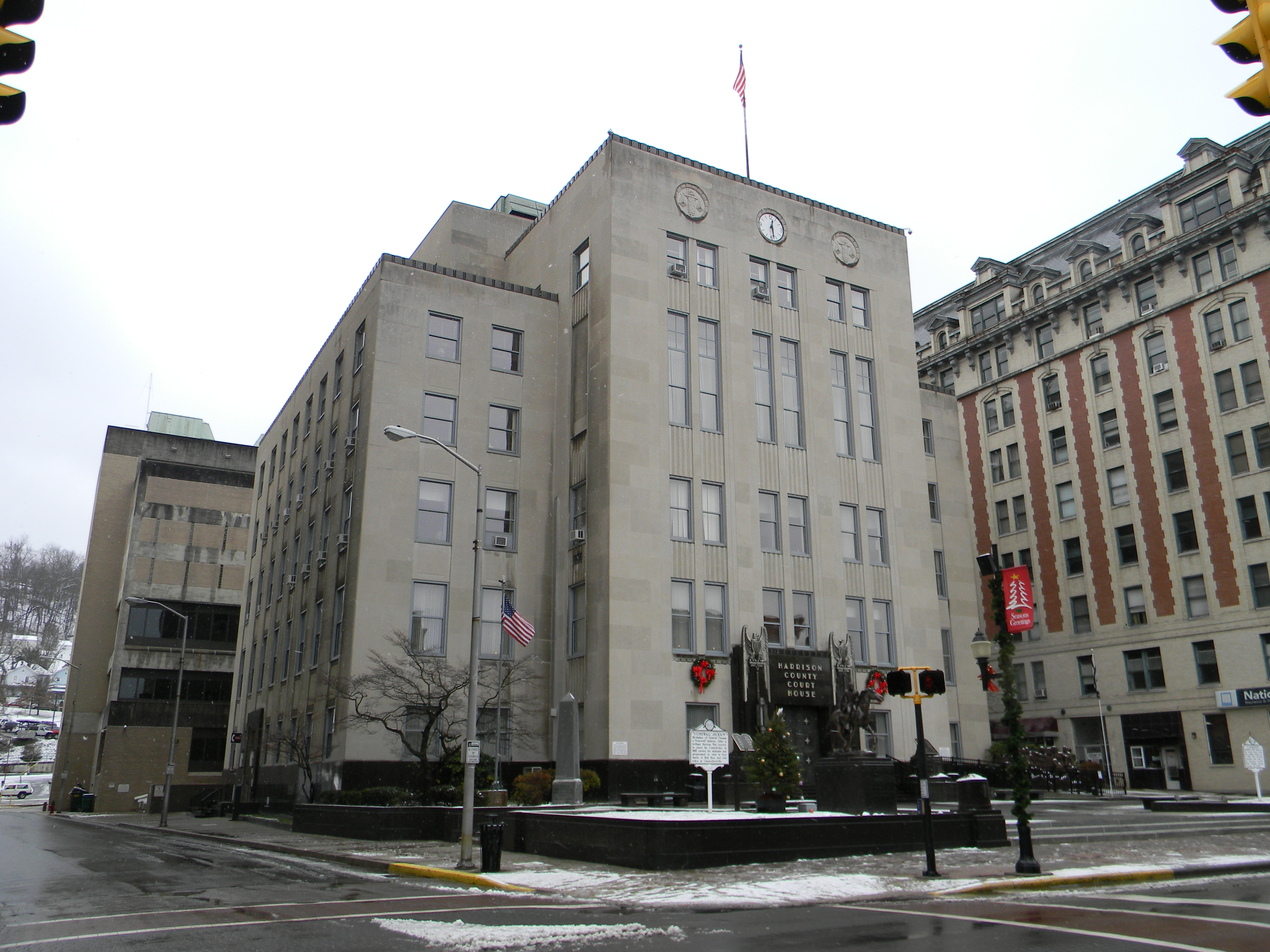
ハリソン郡庁舎

クラークスバーグとなった地域で、最初に記録に残る訪問者は罠猟師のジョン・シンプソンであり、1764年に、概略北緯39度16分53秒 西経80度21分05秒 / 北緯39.28128度 西経80.35145度 (39.28128, -80.35145)の地点、ウェストフォーク川のエルク・クリーク河口の対岸で宿営した。

### 町の設立と初期の歴史
1772年には既に、開拓者達がクラークスバーグの現在ある場所近くの土地を所有し始め、1773年、ダニエル・ダビッソンが400エーカー (1.6 km2) の土地を所有して、その上が町の主要部となった。1774年、クラークスバーグの近傍には、ダニエル・ダビッソン、トマス・ナッター、サミュエル・コットリル、ソーサ・ヒックマン、サミュエル・ベアード、アンドリュー・コットリル、オバディア・ダビッソン、ジョン・ナッター、マシュー・ナッター、アマジア・ダビッソンが入植していた。公式の記録が作られていない公有地に他の者達が入っていたことは疑いない。
クラークスバーグは1785年にバージニア州の町として設立された。その名称はインディアン戦争とアメリカ独立戦争で、イギリス軍やインディアンに対抗して何度もフロンティアに遠征を行うことで名声を得たジョージ・ロジャース・クラーク将軍にちなんでいた。クラークは1778年に、現在のインディアナ州にあるビンセンズ砦を占領したことが特に有名である。
1787年、バージニア州議会がクラークスバーグにランドルフ・アカデミーを設立した。アレゲーニー山脈より西では最初の教育機関だった。
初代郡庁舎の建設が1787年に始まった。この建物の後に4代の庁舎が、次第に大きくなって建設された。最新の建物は1932年に完成したものである。初代郡庁舎は現在の2番通りとメインストリートの北東角にあり、監獄はメインストリートの反対側、現在長老派教会が立っている場所の近くにあった。
交通事情が悪かったために1830年代までは発展が緩りとしたものだったが、ウィンチェスターからロムニーとクラークスバーグを経由してパーカーズバーグに至るノースウェスタン・ターンパイクが建設されて、状況が変わった。1850年代半ばにはボルチモア・アンド・オハイオ鉄道が開通し、発展を加速させた。南北戦争のとき、鉄道のあるクラークスバーグが北軍の重要な補給所となった。

### 初めての郵便、電話など
1840年、日中の駅馬車線と郵便の定期配達が行われるようになり、パーカーズバーグからはオハイオ川の蒸気船に接続された。
1880年代半ば、州内では初の電話サービスがクラークスバーグで始まった。1887年、市は6マイル (10 km) の上水道を布設し、1889年にはメインストリートに電灯が灯された。1900年、最初の下水道が通され、メインストリートとパイク通りはレンガで舗装され、さらに市では初の路面電車の軌道が敷かれた。

### ハリー・パワーズ
1931年8月、ハリー・パワーズ、通称「静かな谷の青髭」が、マサチューセッツ州のドロシー・レムケと、イリノイ州のアスタ・アイヒャーとその3人の子供たちを殺した容疑で告発された。その死体はクラークスバーグに近いクワイエット・デル（静かな谷）にあるパワーズの家で発見された。連続殺人について興味を惹く話で注目させたので、その傍聴者を容れるためにクラークスバーグのムーアのオペラハウスがパワーズの裁判に使われた。パワーズはレムケの殺人容疑で有罪となり、絞首刑を宣告された。

### 山岳民兵隊
1996年10月11日、土地の反政府準軍事組織である山岳民兵隊に関わりがあるとされる7人の男達が、クラークスバーグにある連邦捜査局刑事事件情報サービス部施設を爆破しようとしたという容疑で逮捕された。その隊員が大量の爆破物と信管を集める一方、リーダーであるフロイド・レイモンド・ルッカーがクラークスバーグの消防士からFBI施設の見取り図を入手していた。ウェストバージニア州、ペンシルベニア州、オハイオ州の5か所から、警察がプラスティック爆弾を押収した。ルッカーはFBIの覆面捜査官に5万ドルで施設の見取り図を売ろうとした後で収監された。ルッカーはその捜査官を国際テロ組織の代表だと思っていた。1998年、ルッカーは禁固18年間の判決を受けた。他に2人の被告が爆破謀議で有罪となり、見取り図を渡した消防士も1年間収監された。

### 2012年デレイチョ
2012年6月29日、デレイチョと名付けられた暴風がウェストバージニアを横切り、その通り過ぎた跡に倒木や壊れた家を残した。デレイチョは急速に移動する一隊の強風に関わる広がりを持った暴風である。アメリカの科学者はこの種の気象を表現するために、1888年にスペイン語を用いたが、ウェストバージニア州民の多くは、2012年にデレイチョが起こるまでそのことを知らなかった。
この嵐は午前11時ころにイリノイ州で形成され、東に移動した。ウェストバージニアには午後6時頃に到着し、時速約70マイル (112 km/h) で横切った。幾らかの雨を伴ったが、被害を与えたのは風だった。風速はチャールストンで時速78マイル (125 km/h)、クラークスバーグで66マイル (106 km/h)、ベックリーで68マイル (109 km/h) を記録した。
この暴風は州内で広く損害を与えた。強風で木が倒され、それが停電に繋がった。約68万の家屋と企業が停電となり、その後の週にも続いた暴風でさらに停電が広がった。停電を解消するために1週間以上を要した。水道、ケーブル、インターネットが不通になった住民もいた。州内を熱波が襲っているときにこの暴風が吹き、気温が100°F (38 ℃) を超える日が数日続いた。ウェストバージニア州保健局はこの暴風による死者を3人と発表した。
これ以前にウェストバージニア州でデレイチョが記録されたのは1991年だった。

## 経済
クラークスバーグは自然の資源に恵まれ、鉄道施設を容易に使えることもあって、化学プラント、レンガ工場、陶器窯、鋳造所と機械工場、硬木と桶の会社、ガラス工場（アクロ・アゲイト・ビー玉会社を含む）、ウィアトン製鋼所の前身であるジャクソン（後にフィリップス）ブリキ板会社などの製造業を誘致してきた。経済の発展により、19世紀から20世紀初期に移民の波が続き、アイルランド人、ギリシャ人、フランス人、ベルギー人、スペイン人が入って来た。
20世紀初めのクラークスバーグには、銀行8行、病院3棟、1909年に開業した優美な7階建てのウォルドなど立派なホテル数か所があった。7階建てのエンパイア銀行ビルは1907年に完成し、9階建てのゴフ・ビルは1911年、10階建てのユニオン銀行ビルが1912年に続いた。
1929年時点でクラークスバーグの人口は史上最高点の35,115人に達していた。世界恐慌の間に工場が減り、人口も減ったが、第二次世界大戦の時には鉄道が再び中心的な推進力の役割を果たした。1970年代に州間高速道路79号線が建設され、4車線のアメリカ国道50号線アパラチアン・コリダーDは州間高速道路79号線と同77号線を繋いだことで新たな発展があった。しかし1980年代の工場閉鎖はマイナスの効果になった。1990年代に政府と技術分野で新たな拡大があり、FBI刑事事件情報サービス部がクラークスバーグに移転して来て、新しい連邦政府ビルが建設され、またフェアモント州立大学のクラークスバーグ校を容れる建物も建設された。
1975年、マーセル・ブロイアーが設計した新しい公共図書館がオープンし、建築物の意匠が豊富な中心街に新たな要素が加えられた。
市内では日刊紙「イクスポネント・テレグラム」、テレビ局3局、ラジオ局6局が運営されている。
クラークスバーグではウェストバージニア州で最大級のショッピングモールであるイーストポイント・アンド・ノースポイントが州間高速道路79号線に隣接してある。小売業の大半がここに移転し、中心街は多くの専門職の町に変わっている。

### アクロ・アゲイト・ビー玉会社
アクロ・アゲイト・ビー玉会社はガラス・ビー玉の分野で世界のトップメーカーである。1911年にオハイオ州アクロンで組織され、1914年にガラス砂や安価な燃料用天然ガスが得られるクラークスバーグに移転した。1930年代と1940年代のチャイニーズ・チェッカーズ（ボードゲーム）の流行によってビー玉が大変利益を出し、週に200万個が製造された。1930年代からガラス花瓶、花器、多色ガラス容器の製造ラインが作られた。第二次世界大戦で金属製玩具が限られたときに、ティーポット、カップ、皿など子供用の小さなガラス器が安価な箱入りセットで売られた。ビー玉とそれと同様な色合いで多色着色された商品が今日でもコレクターに求められている。圧延された商品は登録商標であるAの文字をカラスが飛んで抜けている絵柄で識別される。アクロ・アゲイト社はサウスチェスナット通り近くにあったが、1951年に生産を止めた。

### ヘイゼル・アトラス・ガラス社
ヘイゼル・アトラス・ガラス社はガラスの製造で州内に知られた巨大企業であり、1902年に4社の合併で創られた。1930年代から1950年代まで国内最大のガラス製造会社であり、ピンク、緑、青、無色、黒のガラスによる安価な「不況ガラス」テーブルセットを製造した。オート麦、コーヒーなどに使われた数十万のガラス製品がヘイゼル・アトラスで製造された。
ウェストバージニア州のヘイゼル・アトラス・ガラス工場は、グラフトンのタイガート川に沿ったもの（1916年-1960年）もあり、広口缶詰用ジャーを作っていた。また世界最大のタンブラー工場がクラークスバーグにあった（1902年-1987年）。1920年では、クラークスバーグ工場は床面積が15エーカー (60,000 m2) あり、従業員1,200人が働き、商品は世界中に出荷された。ホイーリングにあった金属工場がガラス容器用の蓋などを作っていた。

### 連邦捜査局
1995年、FBIが刑事事件情報サービス部施設の建設を完了させた。2億ドルを掛けたこの施設は986エーカー (3.9 km2) の土地にあり、FBIの全国法執行記録を保管する場所である。この建設はロバート・バード上院議員の努力で実現した。1990年、上院歳出委員会の委員長となって2年目にその予算を確保し、ワシントンD.C.ではなく、ウェストバージニア州に建設させた。

## 地理
クラークスバーグは北緯39度16分53秒 西経80度21分05秒 / 北緯39.2813度 西経80.3514度に位置しており、ウェストフォーク川とエルク・クリークに沿っている。
アメリカ合衆国国勢調査局に拠れば、市域全面積は9.74平方マイル (25.23 km2)であり、全て陸地である。
クラークスバーグはウェストバージニア州の北中部にある。西アレゲーニー台地の生態系の中にある。
アメリカ国道50号線と同19号線の交差点があり、国道50号線と州間高速道路79号線の交差点からは西に2マイル (3 km) にある。エルク・クリークとモノンガヒラ川の支流ウェストフォーク川が合流する地点での標高は1,007フィート (307 m) である。

### 交通

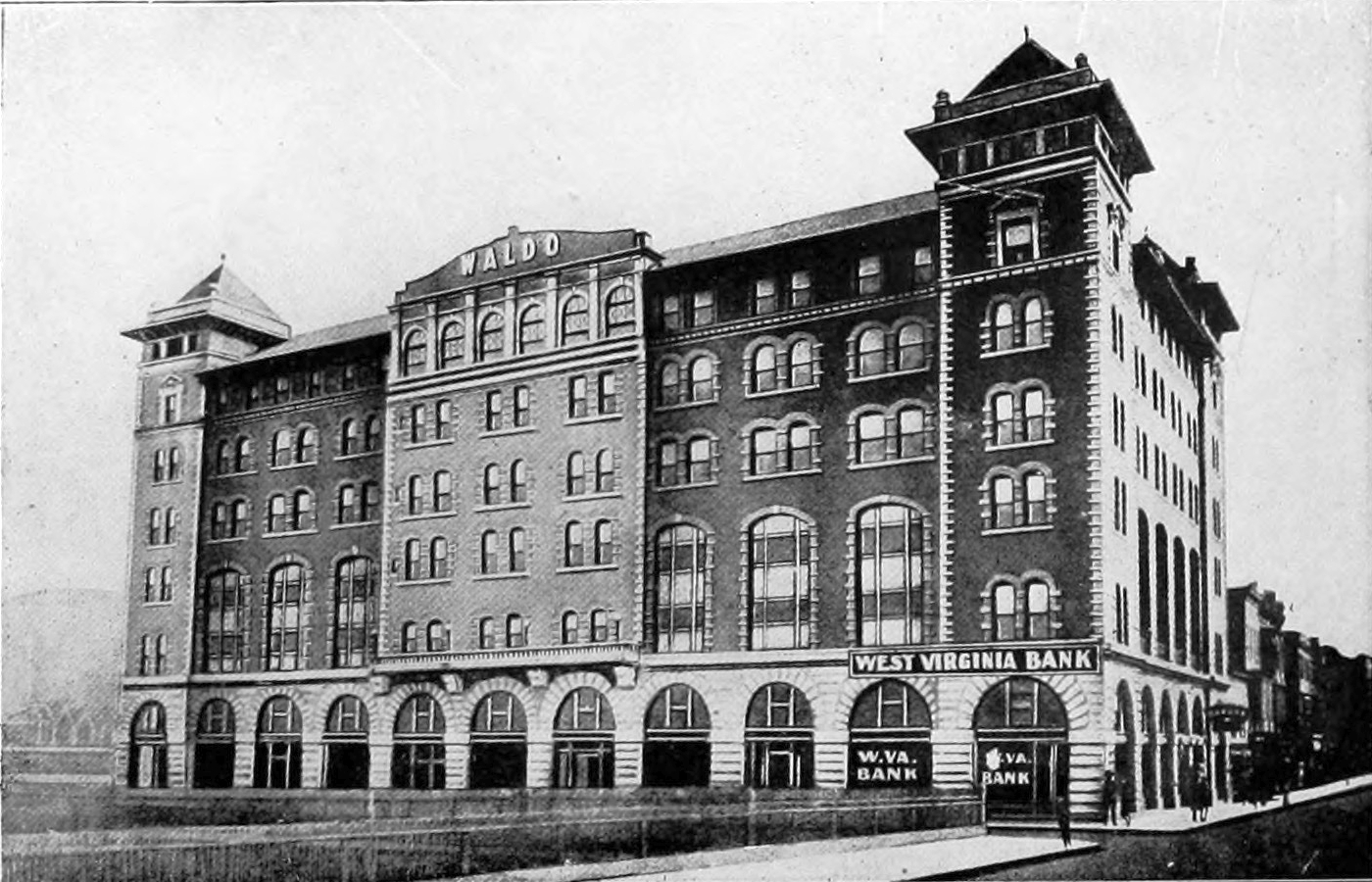
ウォルド・ホテル、1918年撮影

クラークスバーグは、市内の幹線道であるアメリカ国道50号線（回廊D）と州間高速道路79号線の交差点にある。その他の主要高規格道路としてはウェストバージニア州道20号線、同58号線、同98号線、アメリカ国道19号線である。
ノースウェスタン・ターンパイクは1827年に認証された道路であり、1831年に供用を開始され、1836年にクラークスバーグに到着し、1848年にはタイガーツバレー川からパーカーズバーグまで採石舗装された。現在はアメリカ国道50号線となっている。
ボルチモア・アンド・オハイオ鉄道は1856年にグラフトンからクラークスバーグに開通した。
- 州間高速道路79号線
- アメリカ国道50号線
- アメリカ国道19号線
- ウェストバージニア州道20号線
- ウェストバージニア州道58号線
- ウェストバージニア州道98号線
- ウェストバージニア州道279号線

### ランドマークと見どころ
- オークマウンド
- ウォルドモア（邸宅）
- エッジウッド邸宅
- ワシントン・アービング高校
- リバティ高校
- ケリー・ミラー高校
- ビクトリー高校
- ウォルド・ホテル

## 人口動態

### 2010年国勢調査
以下は2010年国勢調査による人口統計データである。
| 基礎データ - 人口: 16,578 人 - 世帯数: 7,213 世帯 - 家族数: 4,179 家族 - 人口密度: 657.2人/km2（1,702.1人/mi2） - 住居数: 8,132 軒 - 住居密度: 322.4軒/km2（834.9 軒/mi2） 人種別人口構成 - 白人: 92.9% - アフリカン・アメリカン: 3.9% - ネイティブ・アメリカン: 0.2% - アジア人: 0.3% - その他の人種: 0.3% - 混血: 2.4% - ヒスパニック・ラテン系: 1.6% | 年齢別人口構成 - 18歳未満: 21.9% - 18-24歳: 7.9% - 25-44歳: 26.8% - 45-64歳: 27.1% - 65歳以上: 16.3% - 年齢の中央値: 40歳 - 性比（女性100人あたり男性の人口） - 総人口: 92.3 世帯と家族（対世帯数） - 18歳未満の子供がいる: 28.5% - 結婚・同居している夫婦: 38.0% - 未婚・離婚・死別女性が世帯主: 14.7% - 非家族世帯: 42.1% - 単身世帯: 35.3% - 65歳以上の老人1人暮らし: 14.6% - 平均構成人数 - 世帯: 2.25人 - 家族: 2.91人 |

### 2000年国勢調査
以下は2000年国勢調査による人口統計データである。
| 基礎データ - 人口: 16,743 人 - 世帯数: 7,447 世帯 - 家族数: 4,378 家族 - 人口密度: 679.0人/km2（1,758.3 人/mi2） - 住居数: 8,662 軒 - 住居密度: 351.3軒/km2（909.7 軒/mi2） 人種別人口構成 - 白人: 93.86% - アフリカン・アメリカン: 3.83% - ネイティブ・アメリカン: 0.13% - アジア人: 0.36% - 太平洋諸島系: 0.05% - その他の人種: 0.44% - 混血: 1.34% - ヒスパニック・ラテン系: 1.06% | 年齢別人口構成 - 18歳未満: 21.1% - 18-24歳: 8.3% - 25-44歳: 27.3% - 45-64歳: 22.7% - 65歳以上: 20.7% - 年齢の中央値: 40歳 - 性比（女性100人あたり男性の人口） - 総人口: 86.2 - 18歳以上: 81.6 世帯と家族（対世帯数） - 18歳未満の子供がいる: 25.0% - 結婚・同居している夫婦: 41.6% - 未婚・離婚・死別女性が世帯主: 13.4% - 非家族世帯: 41.2% - 単身世帯: 36.7% - 65歳以上の老人1人暮らし: 17.3% - 平均構成人数 - 世帯: 2.20人 - 家族: 2.87人 | 収入と家計 - 収入の中央値 - 世帯: 27,722米ドル - 家族: 35,075米ドル - 性別 - 男性: 30,194米ドル - 女性: 22,388米ドル - 人口1人あたり収入: 17,587米ドル - 貧困線以下 - 対人口: 19.8% - 対家族数: 14.8% - 18歳未満: 28.5% - 65歳以上: 11.9% |

### ベルギー人
20世紀最初の10年間、サウスチャールストン、クラークスバーグのノースビュー地区、セイラムの小さな町などの通りでは、フランス語を聞くことが多かった。これらの地区は窓ガラス産業との関わりがあり、フランス語を話す人々はワロン人やフランス語圏ベルギー人であることが多かった。1900年頃、窓ガラス産業における変化によって、ベルギーのシャルルロア地域から数多い移民を受け入れた。この時期は安価な天然ガスと豊富なガラス砂の埋蔵量がある利点を生かしてウェストバージニア州にガラス産業が拡大した時だった。1世代を経過する間に、窓ガラス工場の多くは従業員が共同で保有する形態となり、必要な技術を提供できるベルギーからの移民に強く頼るようになっていた。それによってウェストバージニア州は国内のガラス製造の中心地となった。
ウェストバージニアのベルギー人は経済的に類似した地域から来ていた。ベルギーのエノー州シャルルロア盆地は、石炭の採鉱、鉄鋼生産、窓ガラス製造に依存していた。ウェストバージニア北中部やカナー・バレーのベルギー人の新しい家屋は、母国との類似に親近感を感じたに違いない。
ベルギーのガラス工場は1880年代と1890年代に苦境にあったので、彼らはヨーロッパを離れた。それと同じくらい重要なことは、労働者が政治的にも経済的にもその関心を声に出す機会が限られていた。ベルギーのガラス労働者はアメリカ合衆国で、その働く場所を代表する効果的な労働組合を結成でき、民主的社会主義を提唱する活発な政治運動を行う手段があった。実際にこれらベルギー人の地域社会、モーガンタウンに近いスターシティやアダムズタウン（現在はクラークスバーグの一部）では、第一次世界大戦以前の時代に社会主義者の首長を選んでいた。政治とは別に、ベルギー人の民族社会もその料理、音楽集団、社交クラブ、ベルギーの文化遺産を継承する祭などで有名になった。
しかし、ベルギー人労働者を貴重なものにした技術的変化が、翻ってさらに新しい技術を生み、窓ガラス製造を熟練技術から大量生産方式に変えた。1920年代が終わるまでに、幾つかの大企業が産業界を支配し、機械が熟練工の技術に代わった。例外の1つは窓ガラスのカッターであり、ベルギー系アメリカ人の新世代にも就職機会を与え続けた。それから70年以上後になっても、ベルギー系アメリカ人歴史遺産協会がこの魅力的な民族集団の歴史と文化を活性化させ続けている。

## 行事
クラークスバーグはウェストバージニア州北中部の文化的中心であり、多くの行事や祭を開催している。1979年から、毎年レーバーデイ週末にウェストバージニア・イタリア歴史遺産祭を開催している。1991年から毎年9月には、ウェストバージニア・ブラック歴史遺産祭を開催している。2006年から毎年グレン・エルク・ワイン・音楽・芸術祭を開催している。1997年からはグレーター・クラークスバーグ10k競争を行っている。公式にはウェストバージニア10k州選手権である。2007年にこの競争はジャービス・グレーター・クラークスバーグ10kと改名された。

## 気候
クラークスバーグ地域の気候は比較的高温であることと、年間を通じて均等に配分された降水量が特徴である。ケッペンの気候区分では温暖湿潤気候（Cfa）である。
| クラークスバーグの気候 | クラークスバーグの気候 | クラークスバーグの気候 | クラークスバーグの気候 | クラークスバーグの気候 | クラークスバーグの気候 | クラークスバーグの気候 | クラークスバーグの気候 | クラークスバーグの気候 | クラークスバーグの気候 | クラークスバーグの気候 | クラークスバーグの気候 | クラークスバーグの気候 | クラークスバーグの気候 |
| 月                     | 1月                    | 2月                    | 3月                    | 4月                    | 5月                    | 6月                    | 7月                    | 8月                    | 9月                    | 10月                   | 11月                   | 12月                   | 年                     |
| ---------------------- | ---------------------- | ---------------------- | ---------------------- | ---------------------- | ---------------------- | ---------------------- | ---------------------- | ---------------------- | ---------------------- | ---------------------- | ---------------------- | ---------------------- | ---------------------- |
| 平均最高気温 °C （°F） | 6 (42)                 | 6 (43)                 | 10 (50)                | 18 (64)                | 23 (73)                | 27 (81)                | 29 (84)                | 28 (83)                | 25 (77)                | 19 (67)                | 12 (53)                | 6 (42)                 | 17.4 (63.3)            |
| 平均最低気温 °C （°F） | −4 (25)                | −3 (26)                | −1 (31)                | 6 (42)                 | 10 (50)                | 15 (59)                | 17 (63)                | 16 (61)                | 12 (54)                | 7 (45)                 | 1 (34)                 | −3 (26)                | 6.1 (43)               |
| 降水量 mm （inch）     | 99 (3.9)               | 71 (2.8)               | 80 (3)                 | 84 (3.3)               | 100 (4)                | 104 (4.1)              | 107 (4.2)              | 109 (4.3)              | 69 (2.7)               | 64 (2.5)               | 66 (2.6)               | 74 (2.9)               | 1,027 (40.3)           |
| 出典：Weatherbase      |                        |                        |                        |                        |                        |                        |                        |                        |                        |                        |                        |                        |                        |

## 著名な出身者

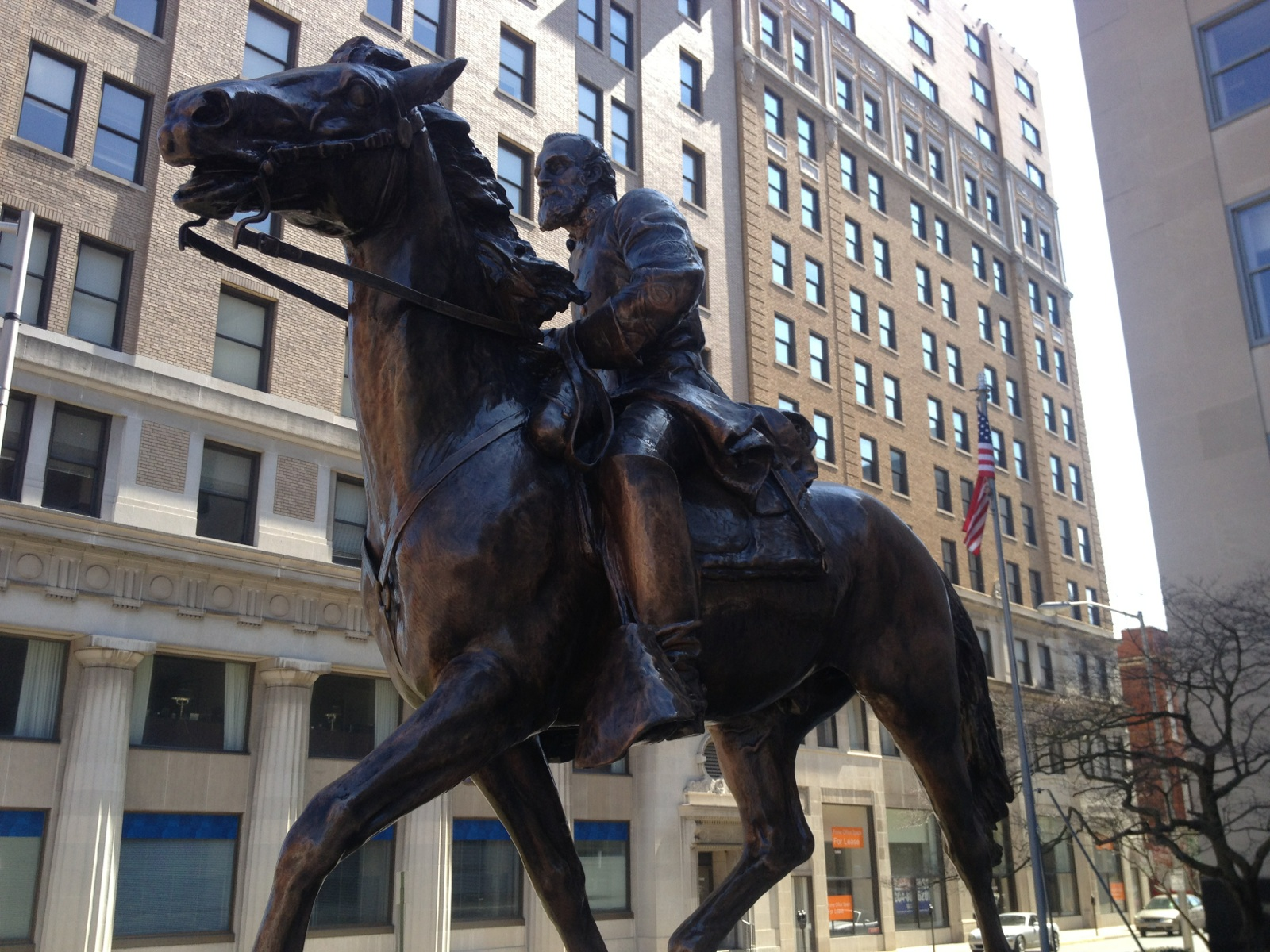
ストーンウォール・ジャクソン

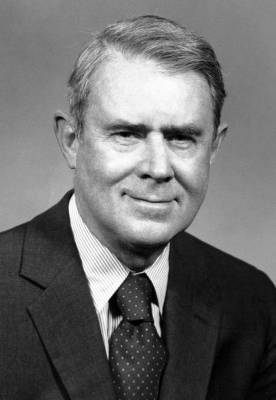
サイラス・ヴァンス

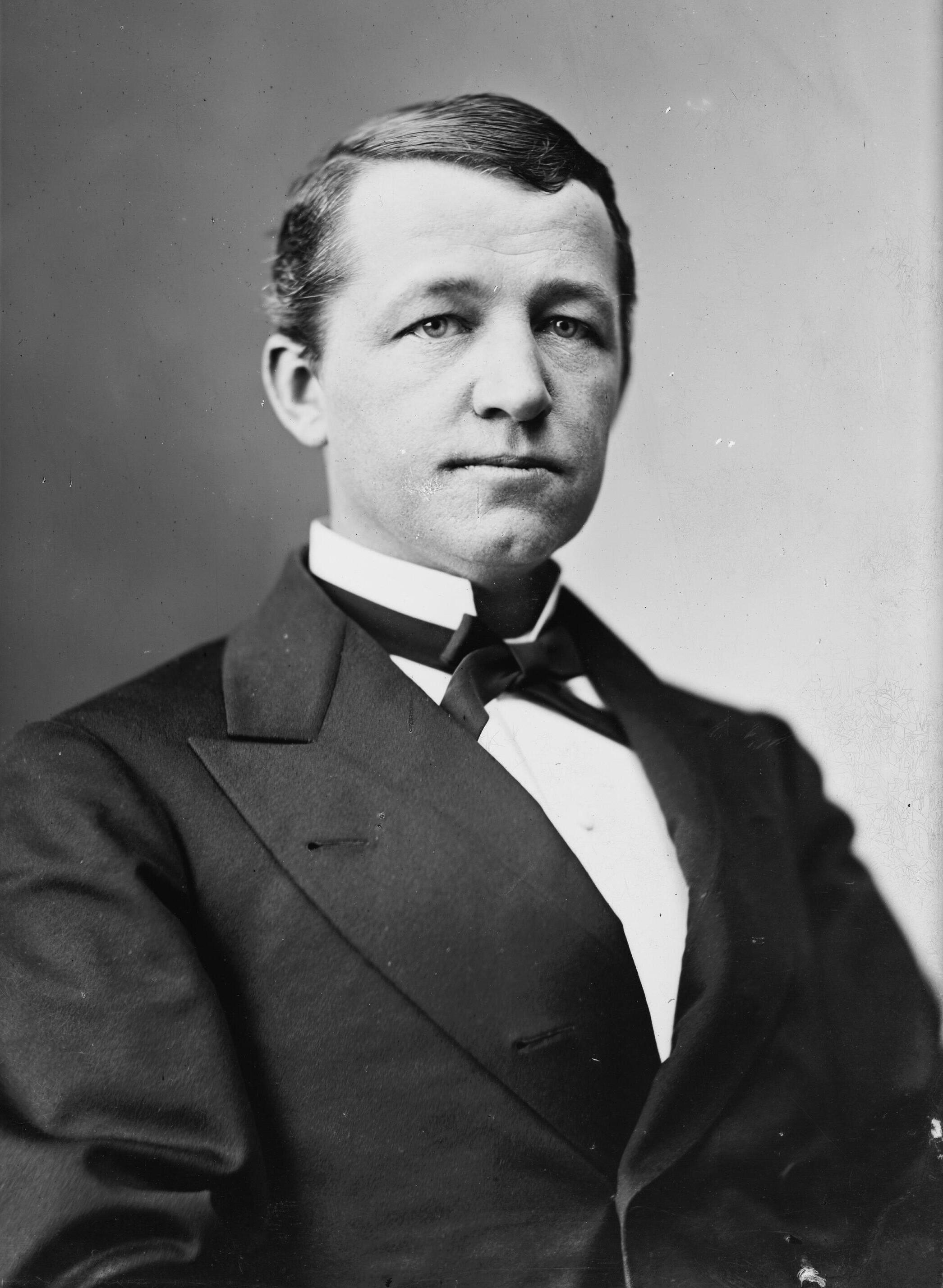
ネイサン・ゴフ

- ジョン・W・デイビス: 政治家、1924年アメリカ合衆国大統領選挙で民主党候補者
- ネイサン・ゴフ: アメリカ合衆国下院議員、アメリカ合衆国海軍長官
- ハワード・メイソン・ゴア: 政治家、アメリカ合衆国農務長官、ウェストバージニア州知事
- ストーンウォール・ジャクソン: 南北戦争のときの南軍の中将
- メルヴィル・デイヴィスン・ポースト: 推理作家、名探偵アブナー伯父の生みの親
- サイラス・ヴァンス: アメリカ合衆国国務長官